# Großsteingrab Folehaven/Afd. 358
Das Großsteingrab Folehaven/Afd. 358 ist eine megalithische Grabanlage der jungsteinzeitlichen Nordgruppe der Trichterbecherkultur im Kirchspiel Hørsholm in der dänischen Kommune Hørsholm.

## Lage
Das Grab liegt südöstlich von Hørsholm in Abteilung 358 des Waldgebiets Folehaven.

## Forschungsgeschichte
Im Jahr 1982 führten Mitarbeiter des Dänischen Nationalmuseums eine Dokumentation der Fundstelle durch.

## Beschreibung
Die Anlage besitzt eine längliche Hügelschüttung, über deren Orientierung und Größe keine Informationen vorliegen. Eine steinerne Umfassung wird nicht erwähnt. Im Hügel sind die Reste von zwei Grabkammern zu erkennen. Zu ihrer Orientierung, den Maßen und dem genauen Grabtyp liegen keine Angaben vor.